# Parascolymia
Genre
Parascolymia est un genre de coraux durs de la famille des Lobophylliidae ou de la famille des Mussidae désormais obsolète. Les espèces sont regroupées dans le genre Lobophyllia.

## Liste d'espèces
Le genre Parascolymia comprend les espèces suivantes :
| Selon World Register of Marine Species (6 juillet 2015) : - Parascolymia rowleyensis (Veron, 1985) - Parascolymia vitiensis (Brüggemann, 1877) | Selon Paleobiology Database (6 juillet 2015) (Parascolymia est synonyme de Scolymia) : - Scolymia australis - Scolymia cubensis - Scolymia vitiensis |